# Kaibab
Kaibab, pleme Južnih Pajuta naseljeno duž Kanab Creeka na platoima i travljacima sjeverozapadne Arizone u blizini Grand Canyona. 
Pripadnici plemena danas žive rezervatu Kaibab od uzgoja stoke i turizma (Pipe Spring National Monument), kockarnica nemaju. Od 233 pripadnika 196 ih 2000. živi na rezervatu kojim dominira visoko polupustinjsko područje s pinyonom. 
Od pet današnjih sela na rezervatu glavno je Moccasin. 

## Vanjske poveznice
Kaibab  Arhivirana inačica izvorne stranice od 16. srpnja 2007. (Wayback Machine)